# Gen
« Gengbe » redirige ici. Ne pas confondre avec Gungbe.
Pour les articles homonymes, voir Mina et Gen (homonymie).
Le gen ou gẽ, aussi appelé mina, est une langue gbe principalement parlée dans le sud-est du Togo, le sud-est du Ghana et dans la province de Mono au Bénin par essentiellement le peuple Gẽ. C'est la langue véhiculaire de la capitale du Togo, Lomé. On estime qu'il y a 600 000 locuteurs en 2018-2019. Comme les autres langues du groupe gbe, c'est une langue à tons de type morphologique isolant dont la syntaxe suit l'ordre sujet-verbe-objet.

## Écriture
L'orthographe gen est définie dans l'Alphabet des langues nationales du Bénin. Dans l'édition de 1990 de cet alphabet, le gen partage le même alphabet que le waci. Dans l'édition de 2008, le gen a son propre alphabet (sans la lettre f hameçon ‹ ƒ ›).
| majuscules | A | B | C | D | Ɖ | E | Ɛ | F | G | GB | Ɣ | H | X | I | J | K | KP | L | M | N | NY | Ŋ | Ɔ | P | S | T | U | Ʋ | V | W | Y | Z |
| minuscules | a | b | c | d | ɖ | e | ɛ | f | g | gb | ɣ | h | x | i | j | k | kp | l | m | n | ny | ŋ | ɔ | p | s | t | u | ʋ | v | w | y | z |

La nasalisation est indiquée à l’aide de la lettre n après la voyelle (‹ an ɔn ɛn in un ›).